# Dororo
Dororo (Japonés: どろろ;  Hepburn: Dororo?), es un manga escrito y dibujado por el mangaka Osamu Tezuka. El manga fue publicado por primera vez en la Shūkan Shōnen Sunday entre el 27 de agosto de 1967 y el 22 de julio de 1968, antes de ser cancelado. El manga fue concluido paralelamente al anime en la revista Bōken'ō de la editorial Akita Shoten. Durante la década de 1960 fue el manga de yōkais más popular entre los niños. Originalmente Dororo fue editado en japonés en cuatro volúmenes. La editorial Vertical publicó en el 2008 una traducción al inglés del manga en tres volúmenes. Esta edición ganó el Premio Eisner en la categoría Mejor edición estadounidense de material internacional-Japón en el 2009. En el 2009 la editorial Dolmen planeaba publicar una edición en español del manga, pero esta nunca se concreto. Finalmente la editorial Debolsillo del Penguin Random House Grupo Editorial publicó la edición en español del manga en el 2016 en un único volumen.
Este manga fue adaptado al anime en una serie de televisión de veinticuatro (24) episodios de media hora cada uno emitidos en 1969. En el 2004, Paon desarrolló un videojuego de Sega para PlayStation 2 basado en la trama de Dororo; el cual fue publicado como Blood Will Tell: Tezuka Osamu's Dororo en Europa y Estados Unidos y titulado Dororo en Japón. Las ilustraciones de este juego estuvieron a cargo del mangaka Hiroaki Samura. Este videojuego no contó con gran aceptación crítica y comercial; pero se ganó un lugar como juego de culto. El 15 de marzo de 2007 se estrenó Dororo, una adaptación en película de imagen real dirigida por Akihiko Shiota y protagonizada por Satoshi Tsumabuki como Hyakkimaru y Kō Shibasaki como Dororo. El 19 de marzo de 2018 se anunció que MAPPA Y Tezuka Productions producirían una nueva serie animada de Dororo, la cual se estrenó en 2019 por Amazon Prime Video.

## Argumento
Dororo es un manga de acción que gira en torno a las vidas de un rōnin llamado Hyakkimaru (百鬼丸) y un joven huérfano ladrón llamado Dororo (どろろ) durante el Período Sengoku. El niño sin nombre nació mal formado, sin órganos internos, sin extremidades y sin rasgos faciales debido a que su padre el daimio Daigō Kagemitsu selló un pacto con cuarenta y ocho (48) yōkais para que su territorio sea próspero.

## Personajes
- Hyakkimaru: Que significa «cien demonios» y «maru» que es una terminación clásica de nombres japoneses, es el personaje principal. Nace completamente deforme como consecuencia del pacto de su padre con los yōkais.
- Dororo: Pequeño e insolente ladronzuelo que se autodenomina «el mejor ladrón de Japón».
- Daigō Kagemitsu: Padre de Hyakkimaru, quien sella un pacto con cuarenta y ocho yōkais para poder gobernar al país. Al nacer su hijo lo abandona en el río.